# Shuggie Otis
Johnny Shuggie Otis, mais conhecido como Shuggie Otis (nascido Johnny Alexander Veliotes, Jr.; 30 de novembro de 1953) é um cantor e compositor americano, artista e multi-instrumentista.
A composição de Otis "Strawberry Letter 23" (gravada por The Brothers Johnson) liderou a parada de R&B da Billboard e alcançou o 5º lugar da parada Billboard Hot 100 em 1977. Ele também alcançou sucesso comercial com seu single de 1974 "Inspiration Information" (do álbum de mesmo título), alcançando a posição #56 na parada R&B.

## Discografia
Solo
- 1970 - Here Comes Shuggie Otis
- 1971 - Freedom Flight
- 1974 - Inspiration Information
- 2018 - Inter-Fusion